# 马尔芒德
马尔芒德（法語：Marmande，法語：[maʁmɑ̃d] ⓘ），法国西南部城市，新阿基坦大区洛特-加龙省的一个市镇，同时也是该省的一个副省会，下辖马尔芒德区，其市镇面积为45.06平方公里，2022年1月1日时人口数量为17,361人，是该省人口第三多的市镇，在法国城市中排名第533位。
马尔芒德位于洛特-加龙省西北部，市中心位于加龙河右岸。马尔芒德因当地良好的灌溉和气候条件而成为重要的农业生产基地，以“马尔芒德”命名的番茄是当地的代表性农业产品，马尔芒德因此被称为“法国番茄之都”（la capitale de la tomate）；此外马尔芒德葡萄酒是法国西南葡萄酒产区的组成部分。现代马尔芒德也是一座新兴工业城市，A62高速公路和波尔多－塞特铁路由此通过，空客在此建有航空生产基地，为当地带来了一定数量的就业岗位。

## 地名来源
根据法国语言学家阿尔贝·多扎的论述，“马尔芒德”一名来源于奥克语单词，意为高层凉亭，是这一区域的一种常见建筑结构，其引申含义为“城塞”或“防御工事”。

## 历史

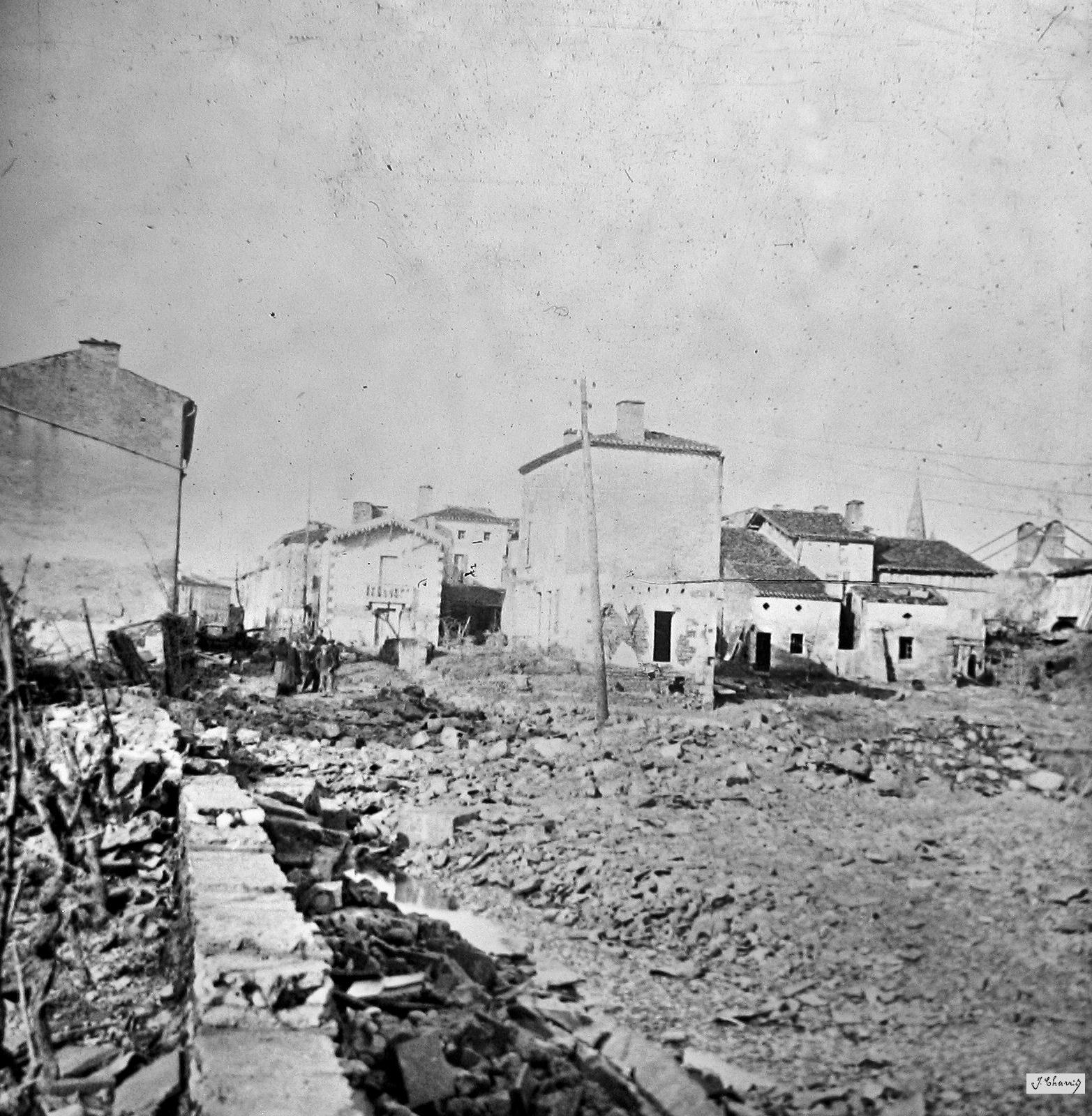
1930年被加龙河洪水破坏的马尔芒德市区

马尔芒德的早期历史尚不清楚。公元673年，阿基坦的主教曾在此召开了一场宗教会议。公元6世纪至8世纪时，马尔芒德及所处的阿基坦地区多次遭遇维京人入侵。1182年，阿基坦公爵理查一世为马尔芒德颁布了市镇宪章，使得当地实现自由贸易。1214至1219年间，阿尔比十字军曾在此大肆清剿异教徒，造成超过5,000人遇难，此后的宗教战争期间，马尔芒德再次发生冲突，对当地城市发展造成严重影响。17世纪后，马尔芒德逐渐恢复平静，当地出现了新的教会组织，当地的商业也因加龙河航运而得到发展。1672年，一场雷击摧毁了马尔芒德的天主教堂。1676年1月10日，波尔多议会曾暂时迁至马尔芒德。法国大革命期间，革命派占领马尔芒德并烧毁了当地的多处宗教建筑。此后，马尔芒德成为洛特-加龙省的一个市镇，并自1803年起成为该省的一个副省会。工业革命期间，加龙河沿岸运河及波尔多－塞特铁路相继建成，使得当地出现了多个工业部门，城市也有所扩张。1930年，加龙河曾发生特大洪水，马尔芒德市区遭遇严重内涝，横跨加龙河的悬索桥被冲毁，后重建时改为公路桥。1972年至2003年间，马尔芒德曾与居皮河畔莫沃赞合并。

## 地理

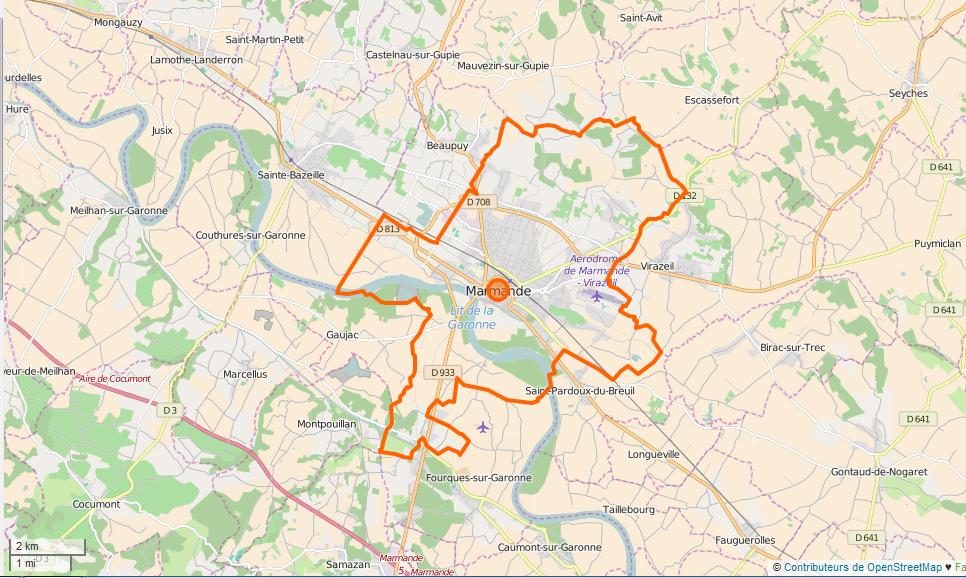
马尔芒德市镇范围地图

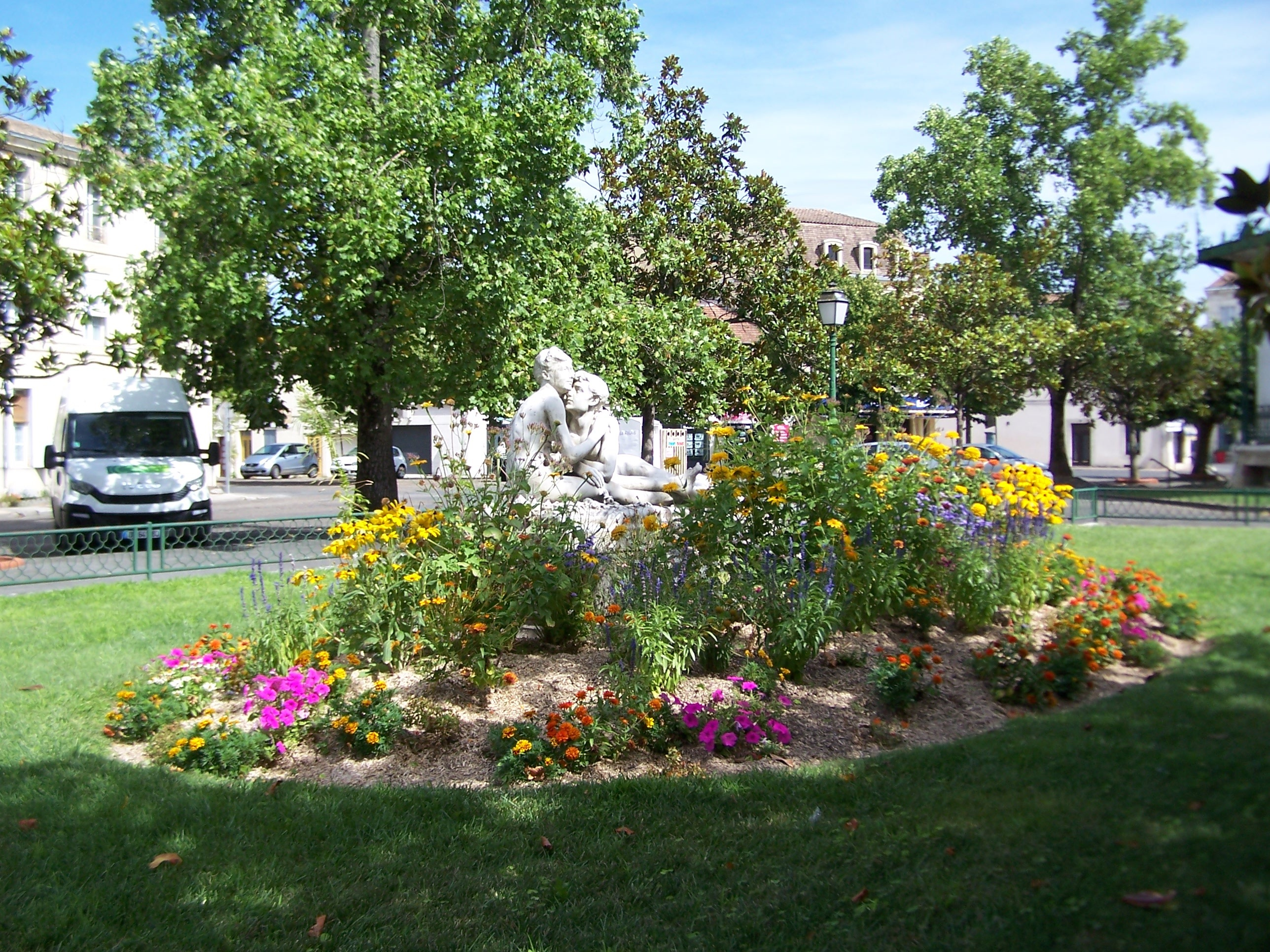
马尔芒德的一处城市绿地

马尔芒德位于法国西南部，新阿基坦大区中南部，洛特-加龙省西北部，距离省会阿让大约35公里。与马尔芒德接壤的市镇包括：居皮河畔莫沃赞、加龙河畔富尔克、戈雅克、博皮、埃斯卡斯福尔、蒙普扬、圣巴泽耶、圣帕尔杜迪布勒伊、维拉泽伊。

### 地形
马尔芒德位于加龙河谷，左岸地势低洼，右岸则自河岸向内部缓慢抬升，其中市中心地势平坦，全境海拔在12到132米之间。

### 水文
加龙河干流自东南向西北流经境内，平均宽度约100米；另有特雷克河（Le Trec）流经市区。

### 植被
马尔芒德属于温带落叶林区，钟楼花园（Jardin du cloitre）是当地主要的城市绿地，此外河流两岸有大片天然森林分布。

### 气候
马尔芒德在柯本气候分类法中属于温带海洋性气候。
距离马尔芒德最近的气象站位于福耶境内，以下为该气象站的数据（其中日照数据取自阿让气象站）：
| 福耶1981年－2019年  | 福耶1981年－2019年 | 福耶1981年－2019年 | 福耶1981年－2019年 | 福耶1981年－2019年 | 福耶1981年－2019年 | 福耶1981年－2019年 | 福耶1981年－2019年 | 福耶1981年－2019年 | 福耶1981年－2019年 | 福耶1981年－2019年 | 福耶1981年－2019年 | 福耶1981年－2019年 | 福耶1981年－2019年 |
| 月份                | 1月                | 2月                | 3月                | 4月                | 5月                | 6月                | 7月                | 8月                | 9月                | 10月               | 11月               | 12月               | 全年               |
| ------------------- | ------------------ | ------------------ | ------------------ | ------------------ | ------------------ | ------------------ | ------------------ | ------------------ | ------------------ | ------------------ | ------------------ | ------------------ | ------------------ |
| 历史最高温 °C（°F） | 19 (66)            | 23 (73)            | 27 (81)            | 30.5 (86.9)        | 35 (95)            | 38.5 (101.3)       | 39 (102)           | 40.5 (104.9)       | 37 (99)            | 32.5 (90.5)        | 26 (79)            | 20.5 (68.9)        | 40.5 (104.9)       |
| 平均高温 °C（°F）   | 10.2 (50.4)        | 12.2 (54.0)        | 16 (61)            | 18.6 (65.5)        | 22.9 (73.2)        | 26.3 (79.3)        | 28.2 (82.8)        | 28.4 (83.1)        | 24.5 (76.1)        | 20 (68)            | 13.4 (56.1)        | 9.8 (49.6)         | 19.2 (66.6)        |
| 日均气温 °C（°F）   | 6.5 (43.7)         | 7.4 (45.3)         | 10.3 (50.5)        | 12.8 (55.0)        | 17 (63)            | 20.1 (68.2)        | 21.7 (71.1)        | 21.9 (71.4)        | 18.2 (64.8)        | 15 (59)            | 9.3 (48.7)         | 6.4 (43.5)         | 13.9 (57.0)        |
| 平均低温 °C（°F）   | 2.8 (37.0)         | 2.7 (36.9)         | 4.6 (40.3)         | 7 (45)             | 11.1 (52.0)        | 14 (57)            | 15.3 (59.5)        | 15.3 (59.5)        | 11.8 (53.2)        | 9.9 (49.8)         | 5.2 (41.4)         | 2.9 (37.2)         | 8.6 (47.5)         |
| 历史最低温 °C（°F） | −7.5 (18.5)        | −14 (7)            | −10 (14)           | −3.4 (25.9)        | 1.4 (34.5)         | 5 (41)             | 8 (46)             | 6.5 (43.7)         | 3.3 (37.9)         | −4 (25)            | −7 (19)            | −10.6 (12.9)       | −14 (7)            |
| 平均降水量 mm（）   | 60 (2.4)           | 46.8 (1.84)        | 48.4 (1.91)        | 75.2 (2.96)        | 72.6 (2.86)        | 65 (2.6)           | 53.7 (2.11)        | 64.6 (2.54)        | 66.8 (2.63)        | 65.6 (2.58)        | 76 (3.0)           | 68.4 (2.69)        | 763.1 (30.04)      |
| 月均日照時數        | 77.5               | 110.1              | 172.6              | 182.3              | 213.6              | 232.1              | 255.4              | 242.3              | 204.9              | 138.2              | 84                 | 69.4               | 1,982.4            |
| 来源：infoclimat.fr |                    |                    |                    |                    |                    |                    |                    |                    |                    |                    |                    |                    |                    |

## 行政区划

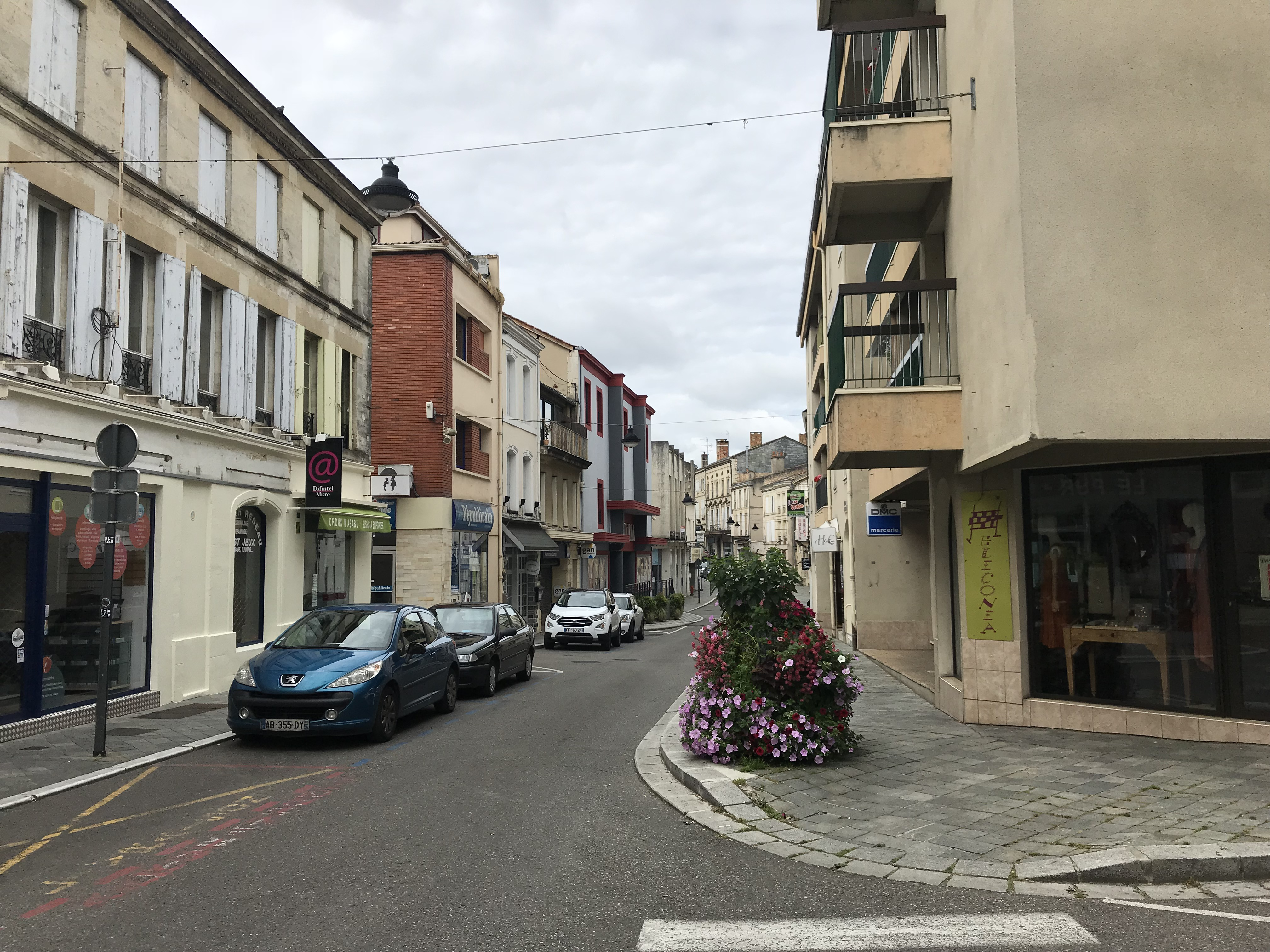
马尔芒德市区街道

马尔芒德是法国新阿基坦大区洛特-加龙省的一个市镇，编号为47157，它也是洛特-加龙省的一个副省会。马尔芒德下辖马尔芒德区，隶属于洛特-加龙省第二选区，管理马尔芒德第一县和第二县，同时也是加龙河谷城市圈公共社区的办公驻地。
马尔芒德市镇被划为10个街区，并实行街区自治制度。
法国国家统计与经济研究所（简称）在进行数据统计时，将马尔芒德及相邻的另外10个市镇设为马尔芒德城市核心区，并将包括核心区在内的周边共22个市镇划为马尔芒德城市区，自2020年起，马尔芒德城市区被含有48个市镇的马尔芒德城市辐射区代替。同时，还将马尔芒德市镇分为了8个“块区”（IRIS），以便于统计人口分布情况。

## 交通

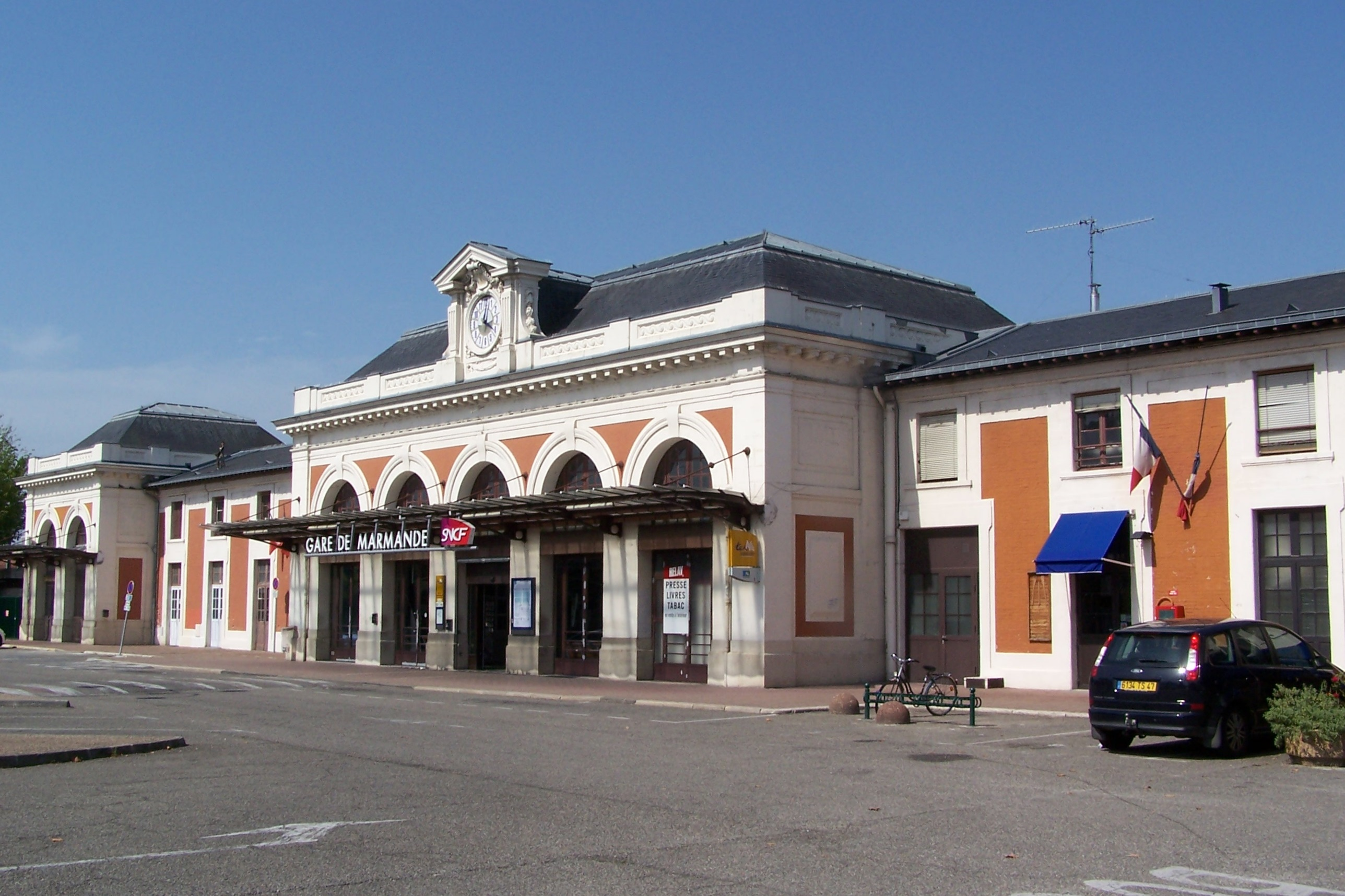
马尔芒德火车站

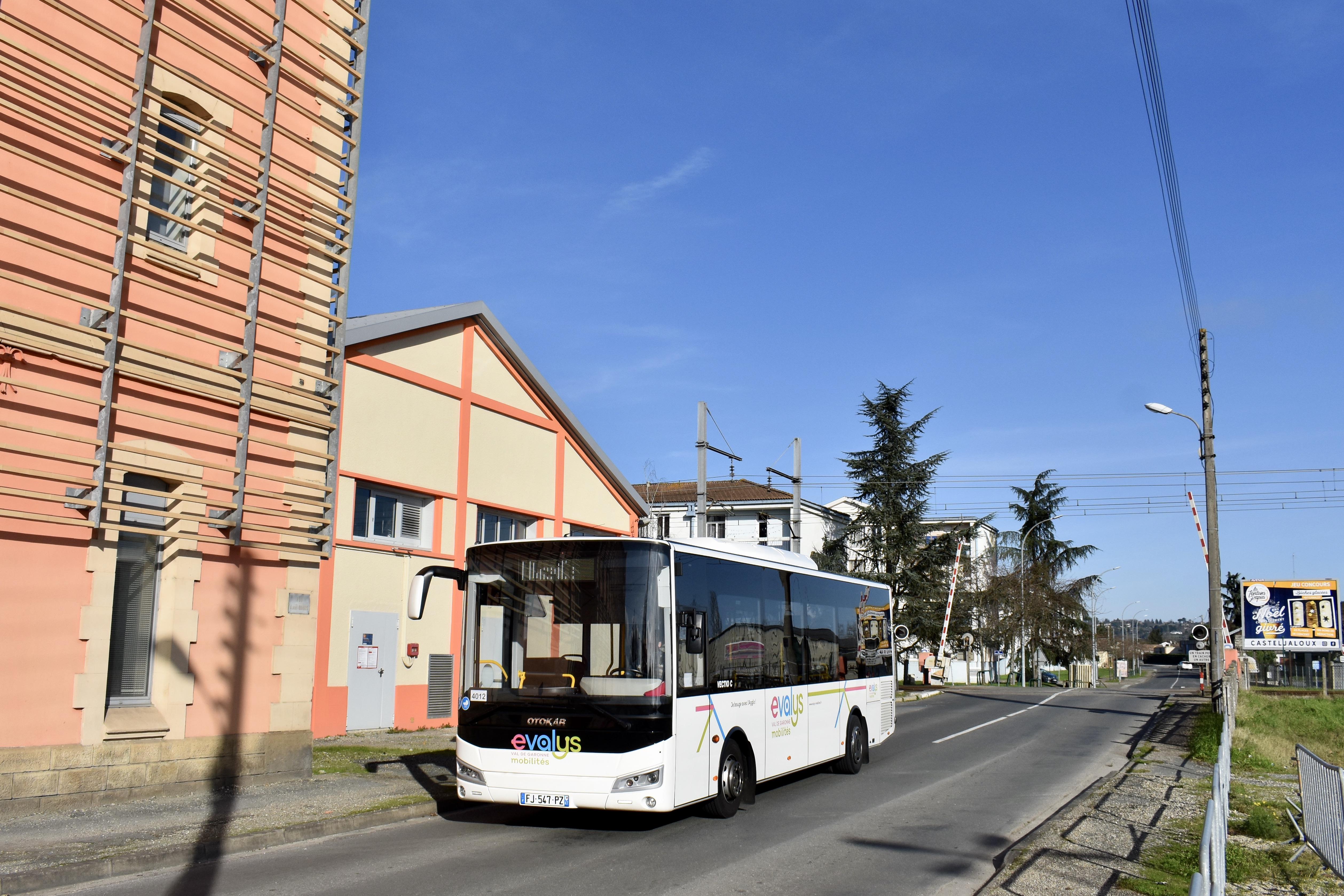
马尔芒德市区的一辆公共汽车

### 公路
A62高速公路经过马尔芒德市区南部，通过5号出入口与市区连接，此外多条洛特-加龙省省道在马尔芒德境内交汇，新阿基坦大区下属的城际客运提供巴士线路，可前往周边部分市镇。
2017年，71.2%的马尔芒德家庭拥有至少一辆的私人汽车。2018年，马尔芒德境内共发生各类交通事故3起，造成4人受伤。

### 铁路
马尔芒德位于波尔多－塞特铁路上。马尔芒德站位于市区中部，老城区以北，该站停靠往返于波尔多和阿让一线的区域列车，以及少量前往马赛的城际列车。

### 航空
距离马尔芒德最近的民用航空站为阿让机场，距离马尔芒德市中心的公路里程约37公里。

### 城市公共交通
马尔芒德-托南斯城市公共交通（商业名称为）是当地的城市公共交通系统。截至2021年2月，该系统共包括5条公交线路，其中4条覆盖了马尔芒德市区内的主要街道和居民区。

## 政治

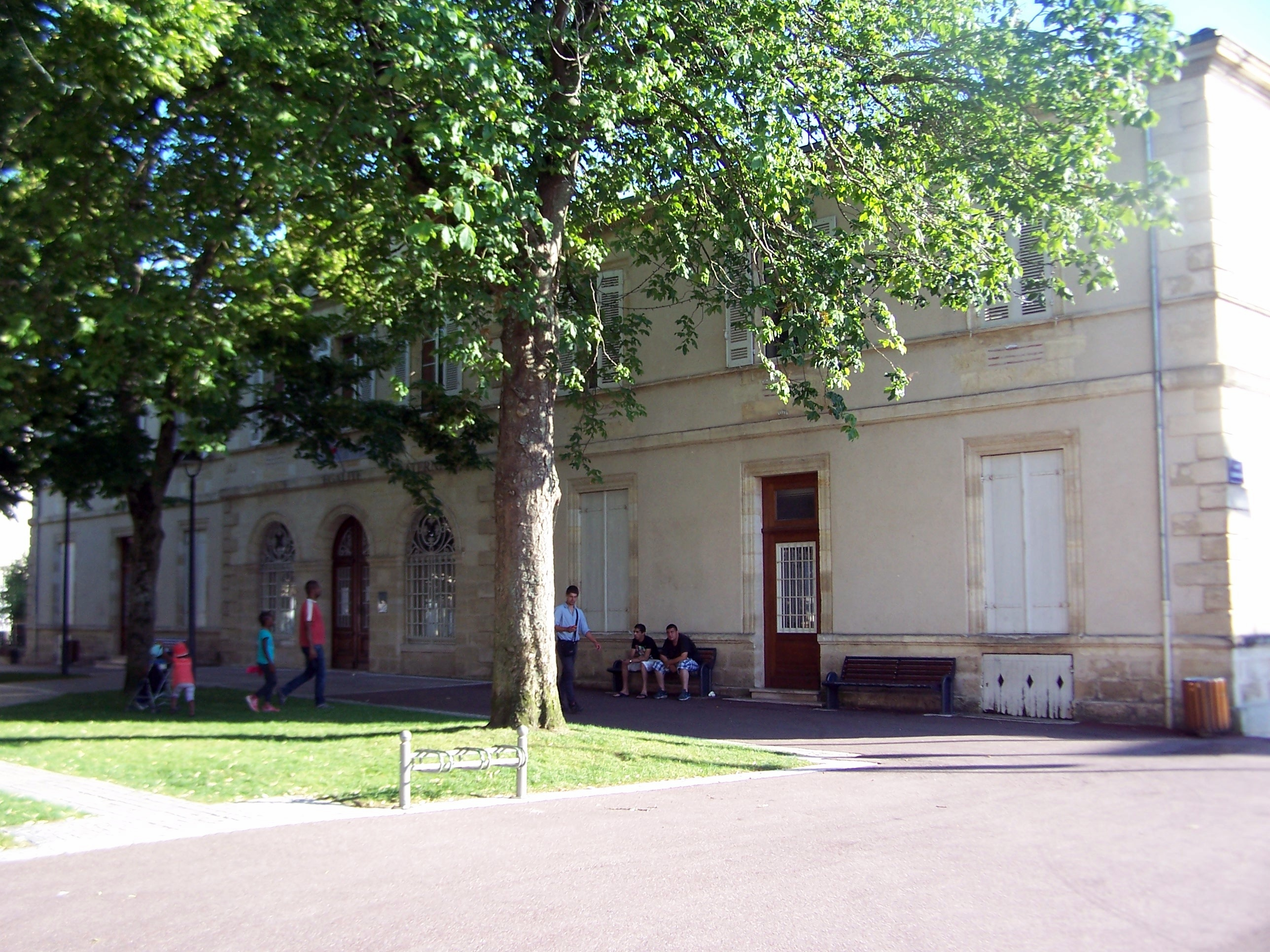
马尔芒德市政厅

马尔芒德的现任市长为若埃尔·奥克莱先生（Joël Hocquelet），他是社会党的一名成员，在2020年的市政选举中获得了54.62%的支持率。
在2017年的法国总统大选中，法国第25任总统埃马纽埃尔·马克龙在马尔芒德获得了64.95%的支持率。
| 马尔芒德历届市长 |               |                           |
| 任期             | 市长          | 党派                      |
| 1944年－1977年   | 伊夫·格拉索   | Centriste中间派           |
| 1977年－1983年   | 热拉尔·吉约   | UDF法国民主联盟           |
| 1983年－2014年   | 热拉尔·古兹   | PS社会党                  |
| 2014年－2020年   | 达尼埃尔·邦凯 | UMP人民运动联盟 →LR共和黨 |
| 2020年－         | 若埃尔·奥克莱 | PS社会党                  |

## 人口
2017年，马尔芒德市镇人口数量为17,691，在法国排名第533位。其中男性8,337人，女性9,354人，75岁及以上人口占11.7%，外籍人口数量为4,125人，人口密度为393人/平方公里，当地居民被称为（男性）或（女性）。2018年，马尔芒德境内出生165人，死亡人口223人。
| 年份   | 1936   | 1946   | 1954   | 1962   | 1968   | 1975   | 1982   | 1990   | 1999   | 2006   | 2011   | 2016   | 2018   |
| ------ | ------ | ------ | ------ | ------ | ------ | ------ | ------ | ------ | ------ | ------ | ------ | ------ | ------ |
| 人口數 | 10,481 | 12,101 | 12,368 | 13,542 | 15,559 | 16,911 | 16,953 | 17,568 | 17,199 | 17,317 | 18,218 | 17,645 | 17,534 |

## 经济
马尔芒德因农业生产而闻名，马尔芒德番茄和马尔芒德葡萄酒是当地的代表性地理产品。
现代马尔芒德是一个区域性的中心城市，当地共有各类用人单位2,928家，平均历史为18年，其中98.48%为中小型企业（PME）。 （航空航天）、（农产品销售）及（工业机械）是当地2019年营业额最高的三个企业，分别为166,498,989欧元、157,898,100欧元和47,978,494欧元。

## 财政收入
2019年，马尔芒德的财政收入总额为24,258,800欧元，财政支出总额为23,130,900欧元，当年的债务总额为16,642,300欧元。
2015年，马尔芒德的人均月收入总额为2,118欧元，其中高级职员为3,845欧元，中级职员为2,428欧元，普通职员为1,761欧元。
2017年，马尔芒德境内的青壮年（15至64岁）失业率为20%，当地44%的家庭拥有纳税资格。

## 社会事务

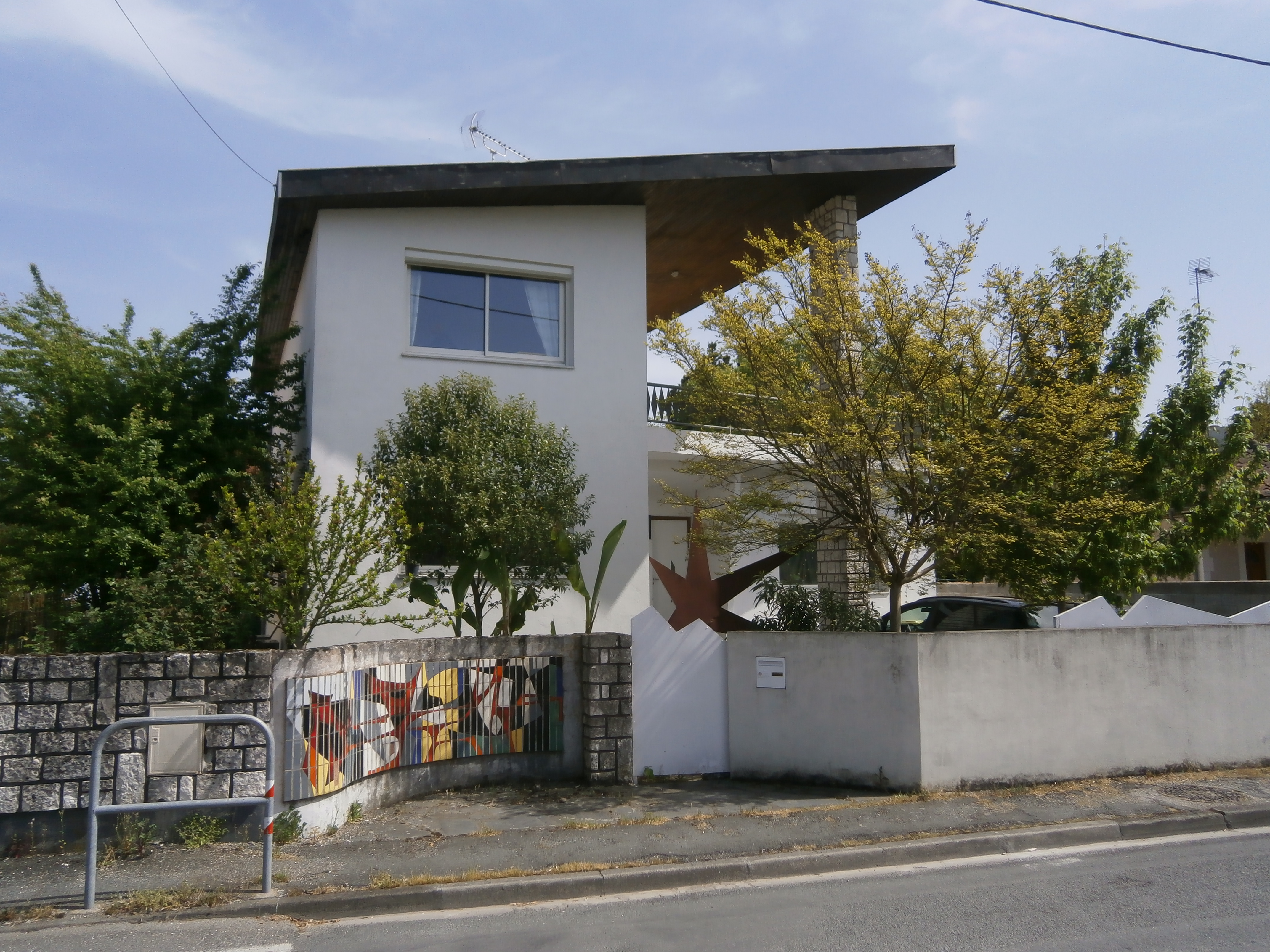
马尔芒德的居民建筑

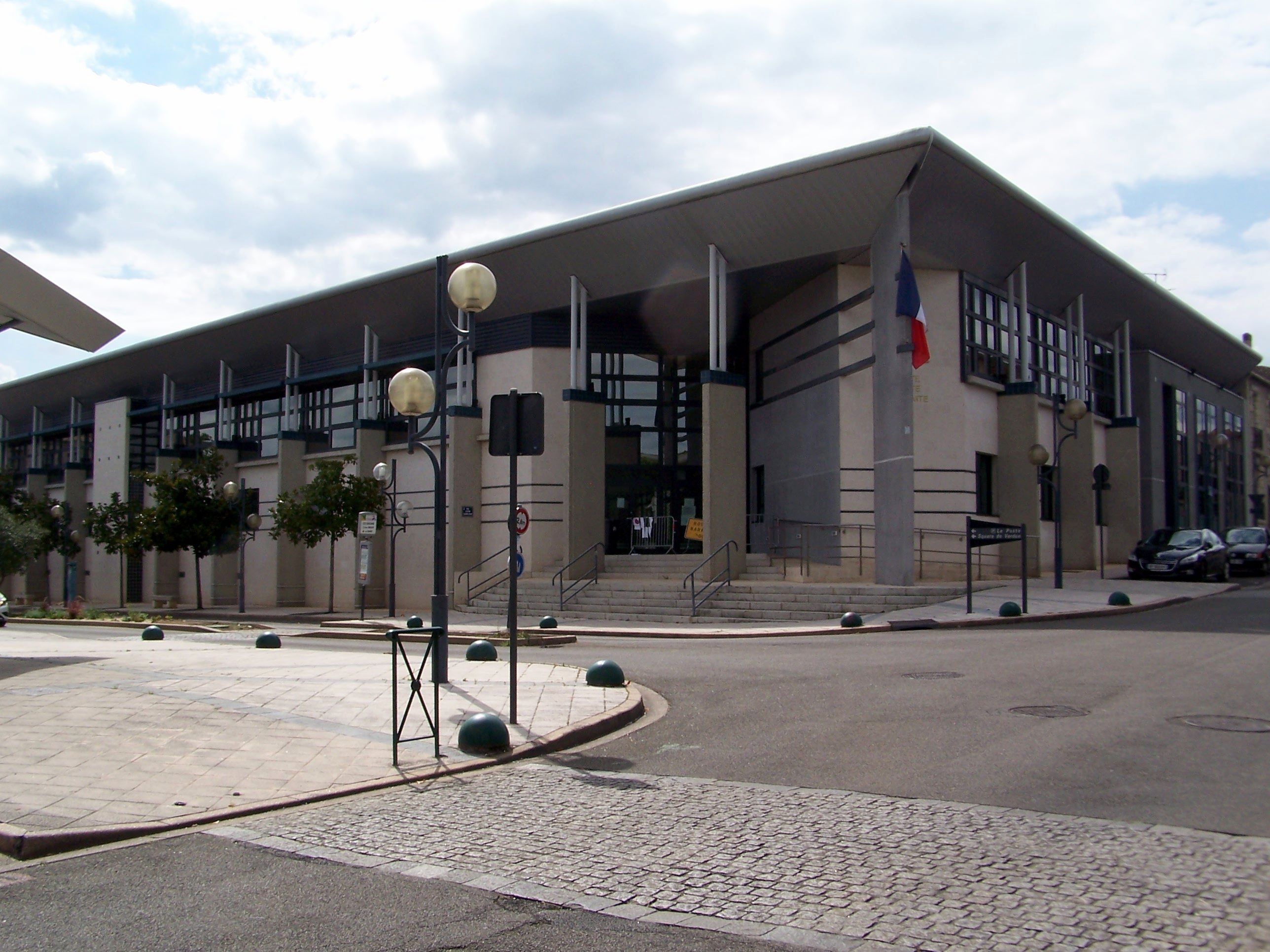
马尔芒德法院宫

### 教育
马尔芒德属于波尔多学区。截止2019年1月1日，马尔芒德境内共有4所幼儿园、8所小学、3所初级中学、2所普通高中和1所职业高中。2018至2019学年度，马尔芒德境内共有在校中等教育阶段学生3,339名，其中加龙河谷高级中学在校学生数量超过1,500，是当地规模最大的教育机构。

### 医疗
截止2019年1月1日，马尔芒德境内共有全科医生21名、保健师17名、牙医14名、护士29名、耳科医生1名、眼科医生3名、皮肤科医生1名、助产士1名和妇科医生1名。境内共有药房7家和养老院4家。
马尔芒德中心医院，全名为“马尔芒德-托南斯市际中心医院”（Centre hospitalier intercommunal Marmande-Tonneins），是法国的一个区域性医疗机构，其主病区位于马尔芒德市区，设有床位257个，是当地规模最大的公立综合性医院。

### 住房
2017年，马尔芒德境内共有各类住房10,202套，其中64%为独立式居民区，35%为集中式居民区。常住房屋占马尔芒德市镇范围内居民建筑总量的87.2%。

### 商业
2019年，马尔芒德境内共有各类实体商铺600家，其中餐厅70家、大型超市15家、杂货店8家、面包房18家、肉铺11家、书店9家、装饰品店3家、银行门店13家、美容美发店34家、汽车维修店41家。市区西部建有大型开放式商业街区。

### 体育
2019年，马尔芒德境内共有1家游泳池、7间体育馆、3座综合体育场、14处网球场、5处足球或橄榄球场、1处篮球或排球场以及1处高尔夫球场。
马尔芒德因同名橄榄球俱乐部而闻名，后者成立于1911年，曾于1985年获得该年度法国橄榄球丙级联赛（法丙）的冠军，2020至2021赛季参加法国全国橄榄球甲组联赛（法丁）。
马尔芒德足球俱乐部是当地的一支足球队，成立于1946年，2020至2021赛季参加新阿基坦大区足球联赛。

### 环境
马尔芒德的环境事务由其所属的公共社区负责。2019年，马尔芒德境内共有6家污染企业。

### 治安
2019年，马尔芒德市镇范围内有1处宪兵队。
2014年，马尔芒德及附近地区共发生各类案件3,558起，其中盗窃类案件2,239起，经济类案件423起，毒品交易类案件88起。

## 文化
2019年，马尔芒德境内共有1家电影院、1家博物馆和1家音乐厅。马尔芒德市政府提供多媒体中心，向公众全年开放。

### 建筑
马尔芒德境内有多处法国国家文物保护单位，其中马尔芒德圣母教堂、马尔芒德圣本笃教堂等为当地的代表性建筑物。

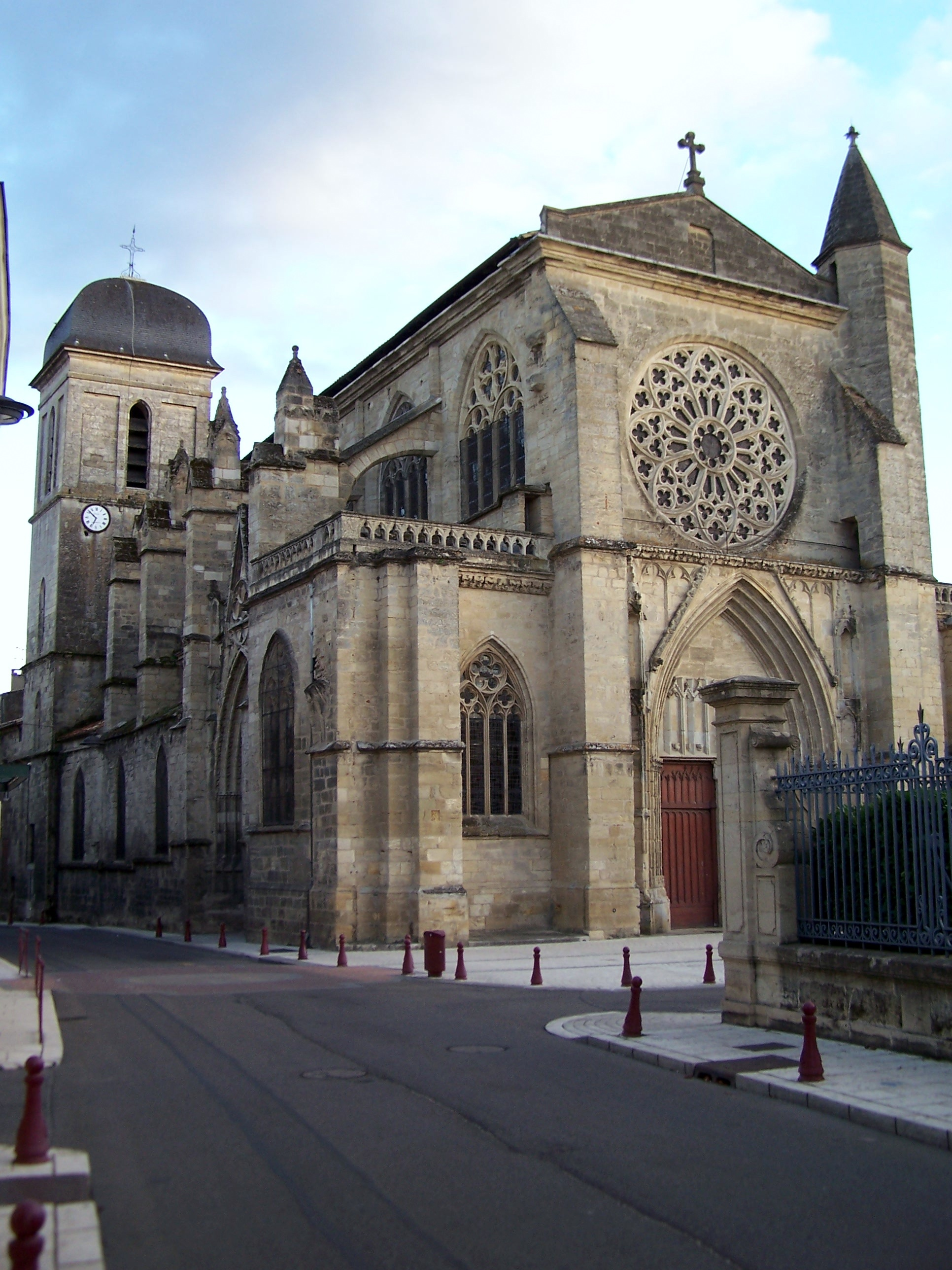
圣母教堂（法语：Église Notre-Dame de Marmande）
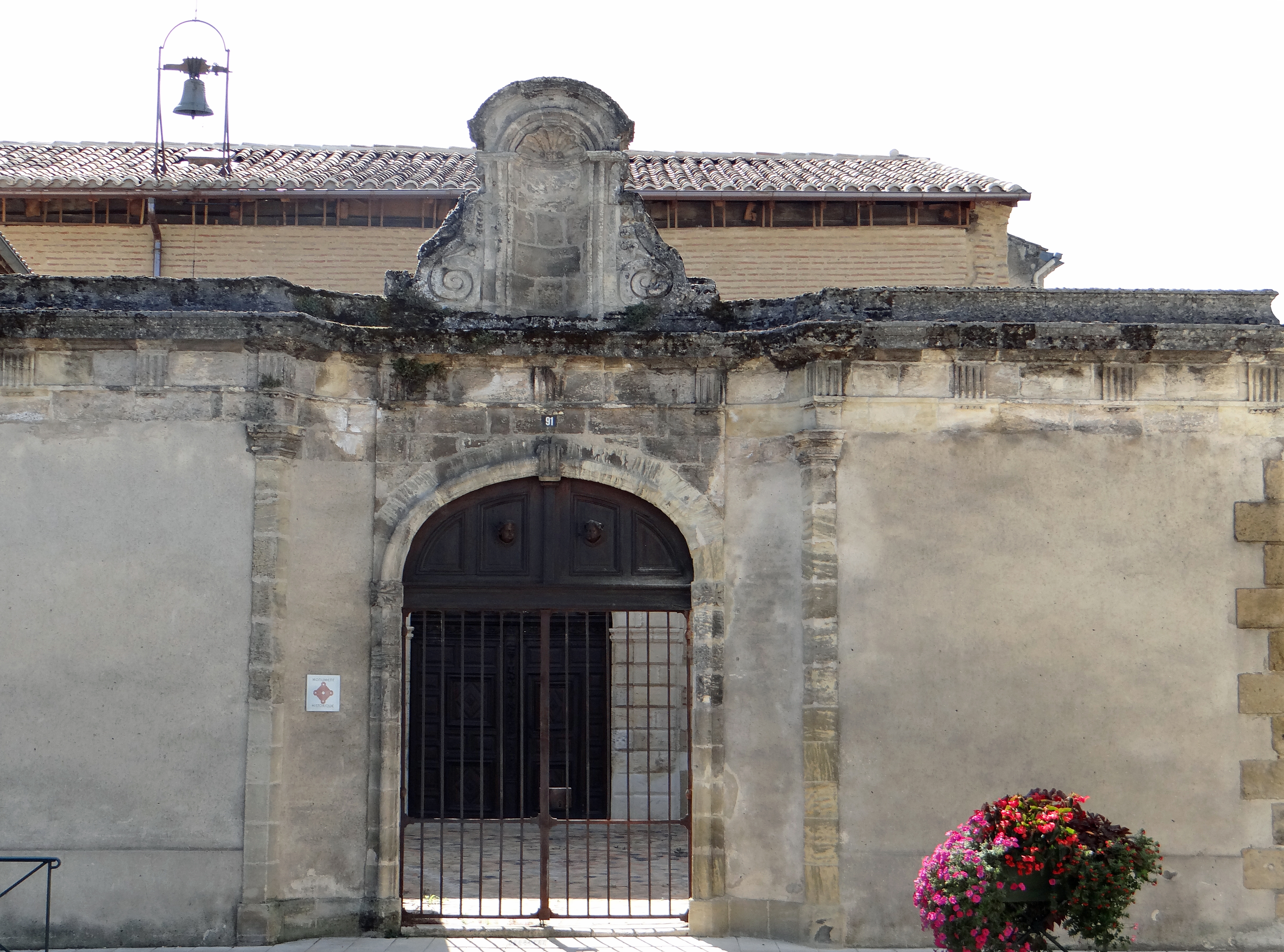
圣本笃教堂（法语：Chapelle Saint-Benoît de Marmande）
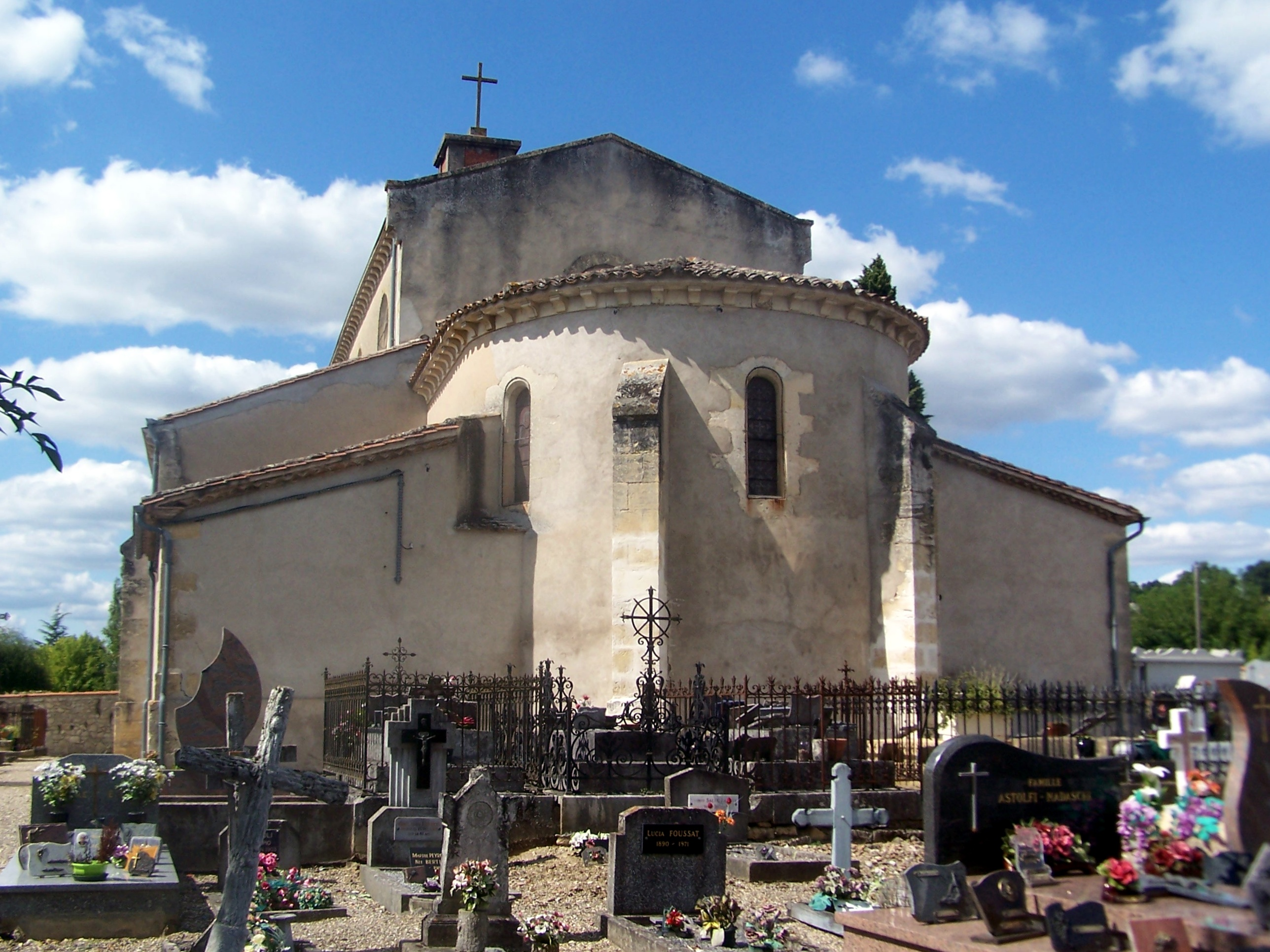
贝萨克圣母教堂
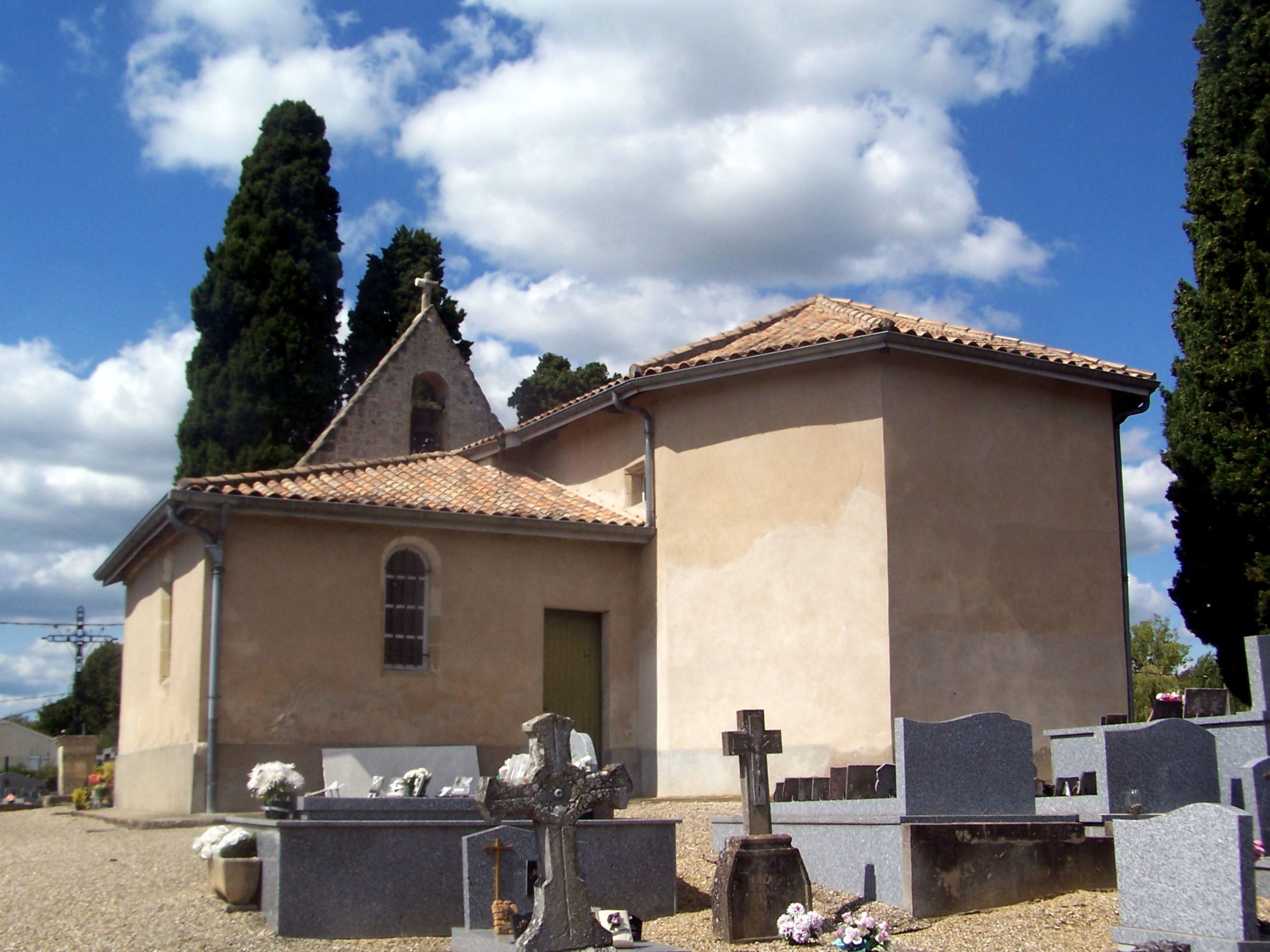
圣安德烈德布雅教堂
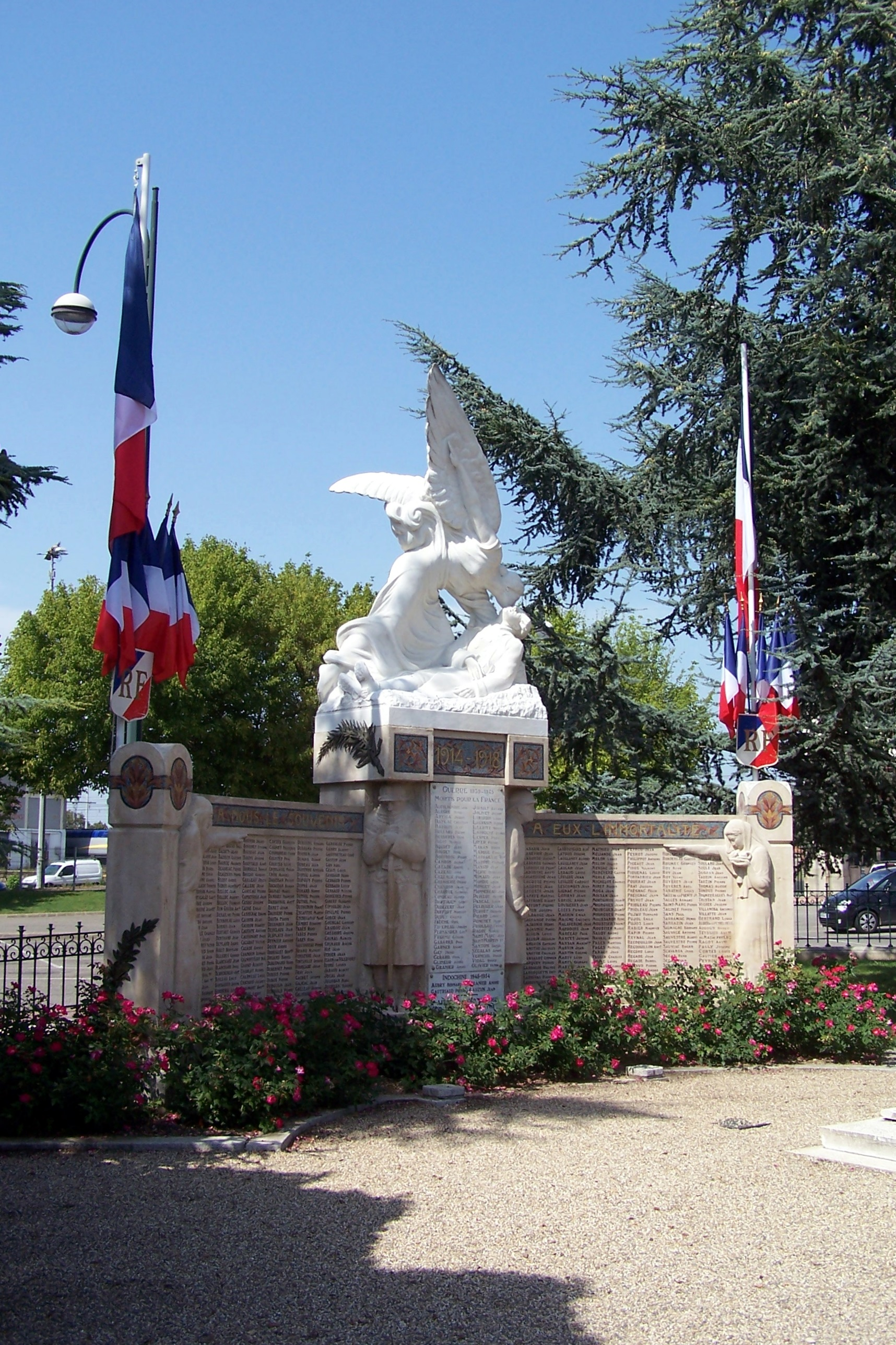
遇难者纪念碑（法语：Monument aux morts de Marmande）

### 旅游
马尔芒德的旅游事务由其所属的公共社区负责。2020年，马尔芒德境内共有5家宾馆共计197间房间。

### 媒体
法国主要的媒体均可在马尔芒德接收，法国电视三台下属的新阿基坦大区频道在部分时段播出马尔芒德所属区域的地方新闻。

## 友好城市
截至2021年2月，马尔芒德共与三座城市互为友好城市关系：
- 義大利 波尔托格鲁阿罗
- 西班牙 埃赫阿-德洛斯卡瓦列罗斯
- 葡萄牙 佩蘇達雷瓜